# Jacopo Fazzini
Jacopo Fazzini (Massa, 16 maart 2003) is een Italiaans voetballer die bij voorkeur als centrale middenvelder speelt. Hij tekende in 2025 voor  ACF Fiorentina.

## Clubcarrière
Op 19 januari 2022 debuteerde Fazzini voor Empoli in de Coppa Italia tegen Internazionale. Tijdens het seizoen 2022/23 debuteerde hij in de  Serie A en speelde hij 21 competitieduels. Op 25 juni 2025 tekende hij bij ACF Fiorentina.
1 Terracciano ·
2 Dodô ·
4 Bove ·
5 Pongračić ·
6 Ranieri ·
8 Mandragora ·
9 Beltrán ·
10 Guðmundsson ·
15 Comuzzo ·
17 Zaniolo ·
18 Marí ·
20 Kean ·
21 Gosens ·
22 Moreno ·
23 Colpani ·
24 Richardson ·
27 Ndour ·
29 Adli ·
30 Martinelli ·
32 Cataldi ·
43 De Gea ·
44 Fagioli ·
63 Caprini ·
65 Parisi ·
90 Folorunsho ·
Coach: Palladino
· Assistent-coach: Peluso